# 加拿大兼并运动

美国各州和加拿大各省及地区的地图

从美国独立后直到今天，各种加拿大兼并运动（英語：Movements for the annexation of Canada to the United States）一直存在，包括支持美国吞并加拿大的部分或全部領土。若是美加兩國合併，國土面積將達1900多萬平方公里，超越俄羅斯成為世界第一大國。在早期的美国，许多政治人物赞成侵略或吞并加拿大，甚至预先批准加拿大加入美国在1777年制訂的《邦联条例》。著名的1812年战争就是因为美国入侵加拿大而爆发的。历史学家约瑟夫·莱维特（Joseph Levitt）指出，“自1871年《华盛顿条约》率先實際承认新自治领加拿大以來，美国政府未曾提议或推动加拿大兼并运动。在美国的政治舞台上，也没有出現過具有重要影響力的人物说服或强迫加拿大人加入美国。」事实上，在加拿大這一方也沒有出現過任何朝这个方向的重要倡议。历次民調顯示，只有少数加拿大人支持美加合并，比例不超过20%，而反对美加合并的加拿大人比例超过70%。

## 美國總統特朗普提出吞併加拿大的提案
2025年1月6日，美国候任总统特朗普在其社交媒体平台上发文称，“如果加拿大成为美国的一部分，将符合其国家利益。”加拿大总理贾斯汀·特鲁多则回应称：“加拿大绝不可能，也永远不会成为美国的一部分。”而安大略省省長道格·福特則戴上寫著「加拿大是非賣品」（Canada is not for sale）的帽子回應，令同款帽子銷量由約一百頂激增至超過二萬頂。